# 서구 을 (1988년 광주 선거구)
서구 을은 대한민국의 옛 국회의원 선거구이다. 당시 광주직할시 서구의 일부 지역을 관할했다.

## 역사
대한민국 제13대 국회의원 선거를 앞두고 광주시 서구 선거구가 갑, 을로 분구되면서 신설되었다. 
1995년 서구 을에 해당하는 지역에 남구가 설치되었다. 이에 대한민국 제15대 국회의원 선거를 앞두고 서구 을 선거구가 남구 선거구로 개편되었다.

## 역대 국회의원
| 선거   | 정당 | 정당       | 의원   |
| ------ | ---- | ---------- | ------ |
| 1988년 |      | 평화민주당 | 박종태 |
| 1992년 |      | 민주당     | 임복진 |

## 역대 선거 결과

### 대한민국 제13대 국회의원 선거
|  | 90.62% |

|  | 7.00% |

|  | 1.28% |

|  | 1.08% |

### 대한민국 제14대 국회의원 선거
|  | 84.30% |

|  | 6.82% |

|  | 3.66% |

|  | 2.92% |

|  | 2.28% |